# The Unbelievers
The Unbelievers (englisch für ‚Die Ungläubigen‘) ist ein Dokumentarfilm, der den Wissenschaftlern Richard Dawkins und Lawrence Krauss folgt während sie rund um die Welt über die Bedeutung, die Wissenschaft und Vernunft in der modernen Welt haben, öffentlich sprechen. Dawkins und Krauss sind selbst Autoren von Bestsellern zum Thema Wissenschaft und Atheismus. Der Film beinhaltet Interviews mit bekannten Atheisten wie Stephen Hawking, Ayaan Hirsi Ali, Sam Harris, David Silverman und weiteren. Die Weltpremiere von The Unbelievers fand am 29. April 2013 in Toronto auf dem Hot Docs Canadian International Documentary Festival statt und alle vier Vorführungen des Films waren ausverkauft.
Die Erstausstrahlung im deutschsprachigen Raum war am 26. Dezember 2013 in Zürich.
Wie der Film in den Verleih kommt, ist noch unklar.

## Interviewte Personen
Auf der Webseite des Films wurde bekanntgegeben, dass The Unbelievers Interviews mit „Prominenten und anderen einflussreichen Leuten“, die die Arbeit von Dawkins und Krauss unterstützen, enthält, darunter: Ricky Gervais, Woody Allen, Cameron Diaz, Stephen Hawking, Sarah Silverman, Bill Pullman, Werner Herzog, Bill Maher, Stephen Colbert, Tim Minchin, Eddie Izzard, Ian McEwan, Adam Savage, Ayaan Hirsi Ali, Penn Jillette, Sam Harris, Daniel Dennett, James Randi, Cormac McCarthy, Paul Provenza, James Morrison, Michael Shermer und David Silverman.

## Zitate und Ausschnitte
Unter anderem wird der US-amerikanische Abgeordnete Paul Broun gezeigt, wie er die Theorie der Evolution und die Urknalltheorie als „aus der Hölle stammend“ bezeichnet.